# Europakarte
Eine Europakarte ist eine Leiterplatte für elektronische Bauteile, die, meist zusammen mit weiteren solchen Karten, gesteckt in einem Baugruppenträger, ein Computersystem oder eine andere komplexe elektronische Schaltung ergeben. Das Format entstand in den 1970er Jahren in Europa und es hat sich in der Elektrotechnik als Standard etabliert.

## Maße

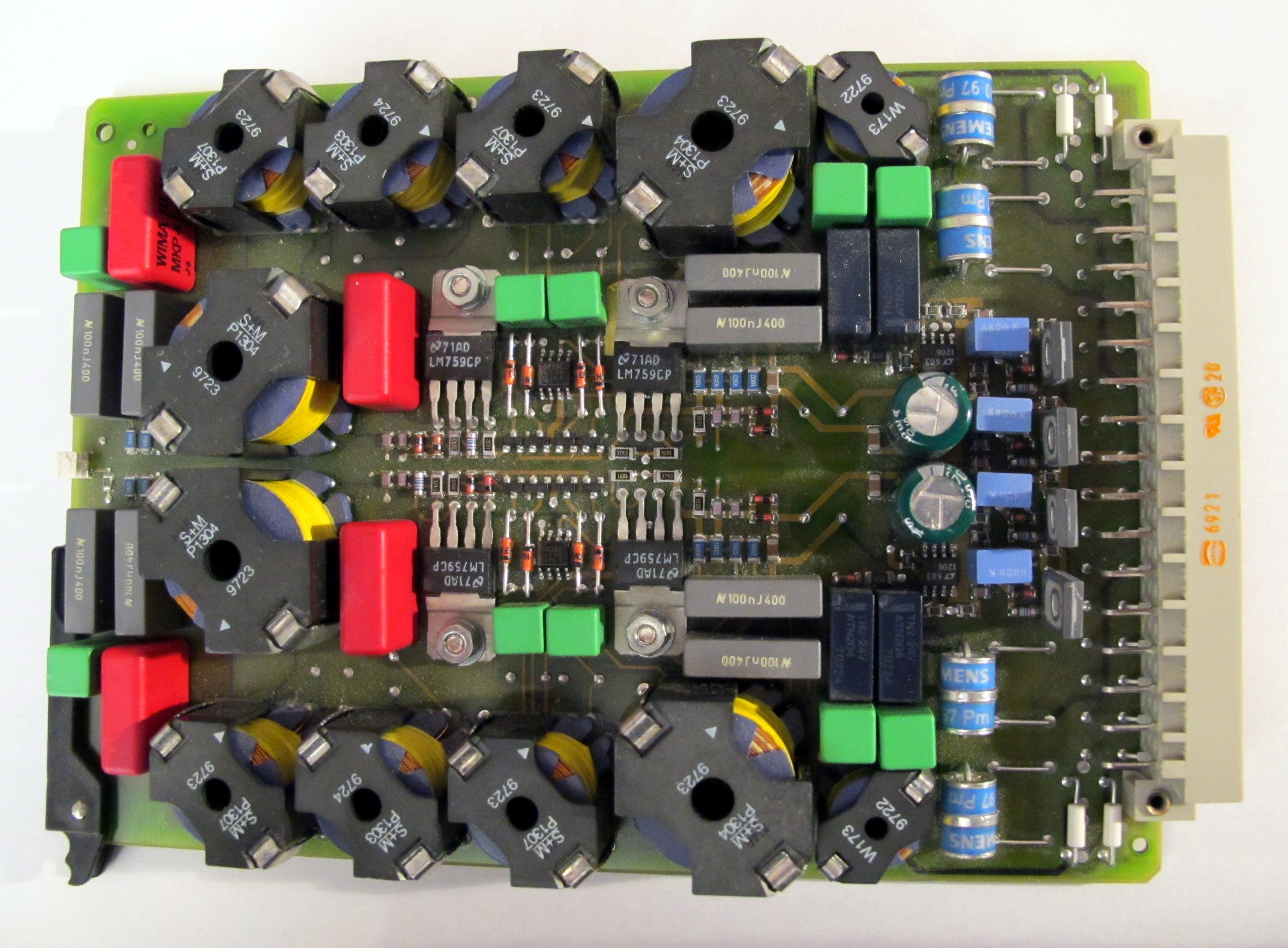
Bestückte Europakarte im Format 100 mm × 160 mm. Rechts VG-Leiste nach DIN 41612

Die Größe ist in der DIN 41494 oder IEC 60297 festgelegt. Die meistverbreitete Größe ist 100 mm × 160 mm (Höhe × Tiefe), es sind aber Variationen zulässig:
- Tiefe: Für die Abstufung der Tiefe besteht ein Teilungsmaß von 60 mm, beginnend bei einer Leiterplattentiefe von 100 mm. Daraus ergeben sich Längen von 100, 160 und 220 mm. Üblicherweise werden Europakarten mit einer Länge von 160 mm verwendet.
- Höhe: Die Grundhöhe beträgt 100 mm, dann spricht man von einer Europakarte passend für Baugruppenträger von 3 HE. Für höhere Karten wird die Teilung in Höheneinheiten (1 HE = 44,45 mm) oder Units (U = HE) festgelegt. Die weiteren möglichen Höhen der Leiterplatte ergeben sich dann aus: Grundhöhe + n × U. Bei zusätzlichen 3 U (3 HE = 133,35 mm) erhält man eine Doppel-Europakarte mit der Höhe 233,35 mm, passend für 6 HE.
- Dicke: Das Standardmaß für die Dicke der Leiterkarten ist 1,6 mm. Eine Festlegung findet sich in der Norm DIN IEC 249. Die zulässige Abweichung der Dicke ist abhängig von der Art des Basismaterials und ebenfalls in der Norm festgelegt. Als Teilungseinheit wird ein Rastermaß von 5,08 mm (ein Fünftel Zoll) verwendet, wie es in der Elektronik üblich ist (Größenangaben erfolgen in ganzen HE und TE).

## Steckverbindungen
Die Steckverbindung nach außen war nicht festgelegt, hier gab es in der Folge sehr viele verschiedene Varianten. Bei den Karten für Bussysteme setzten sich VG-Leisten (siehe bei DIN 41612) mit 32, 64 oder 96 Kontakten durch. Eine der Normen heißt Europe Card Bus (ECB). Bei kleineren Systemen fanden auch andere Steckverbindungen mit beispielsweise 10 oder 24 Kontaktstiften Verwendung.

## Bussysteme
- Der NuBus verwendete das Europakartenformat.
- Der VME-Bus benutzt ein Doppeleuropakartenformat, mit den genannten VG-Leisten als Steckverbindern. Er ist so ausgelegt, dass man eine einfache Europakarte an die eine Hälfte des Steckverbinders anschließen kann.